# Xavier Darcos

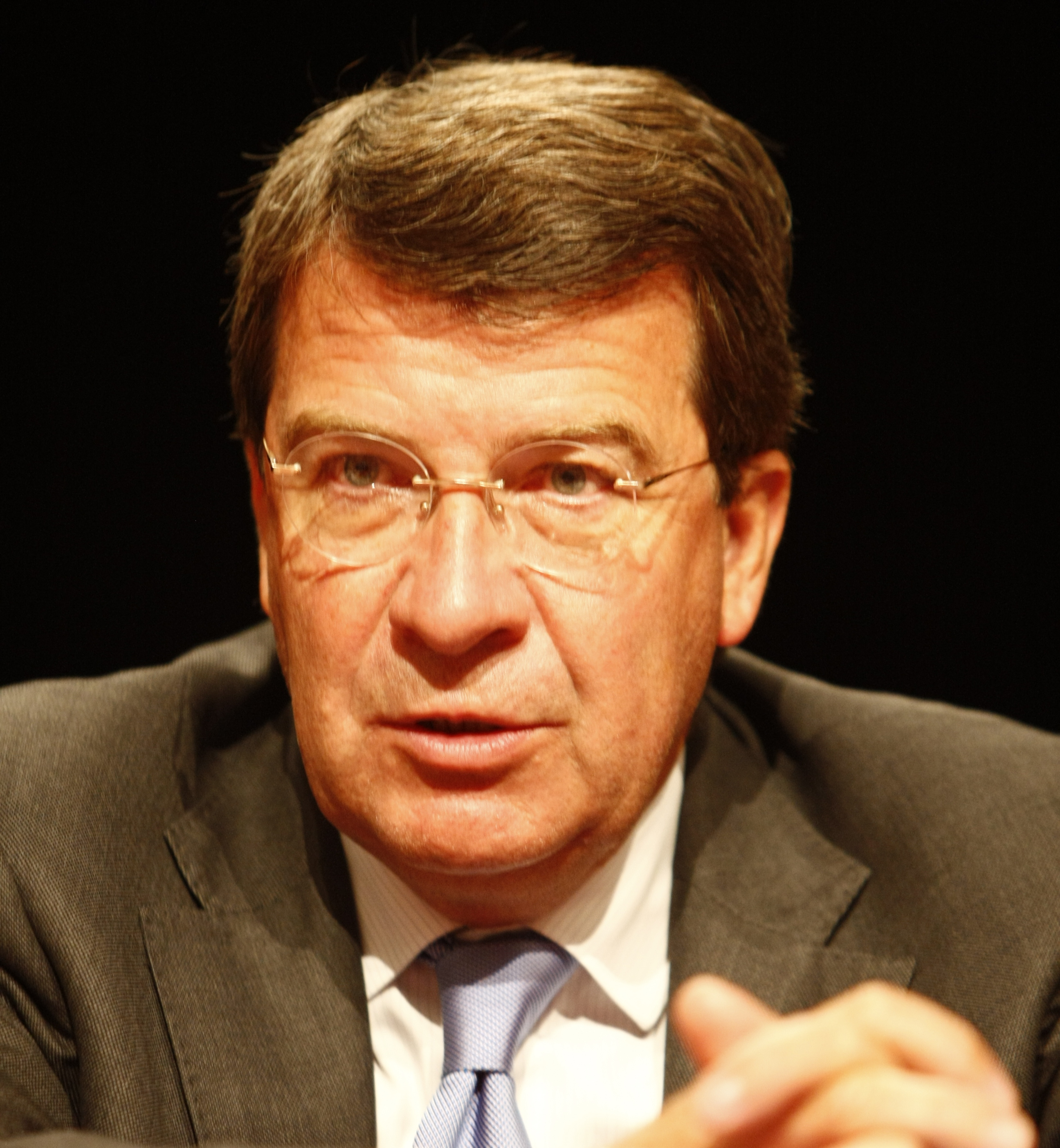
Xavier Darcos el 28 de agosto de 2008

Xavier Darcos (14 de julio de 1947) es un político y académico francés, nacido en Limoges (Haute-Vienne). Ha sido senador por la Dordogne, ministro de la Educación Nacional. Es miembro de la Academia de ciencias morales y políticas en la que ocupa la silla número 7. Fue elegido miembro de la Academia Francesa para el asiento número 40, el 13 de junio de 2013.

## Datos biográficos
Estudió en el liceo de Périgueux y en la Universidad de Burdeos, recibiéndose de profesor de letras clásicas. Obtuvo un doctorado de tercer ciclo en letras y ciencias humanas en la propia Universidad de Burdeos. Después de ser profesor de liceo en el sur de Francia, fue asignado al liceo Louis le Grand en París en donde permaneció hasta 1992. Ese año es nombrado inspector general de educación nacional. Fue después designado director del gabinete del ministro de educación François Bayrou.
En 1995, obtuvo un segundo doctorado en la Universidad de Reims cuya tesis fue dirigida por el profesor Jean Pierre Néraudau, sobre el sentimiento de la muerte para Ovidio.
Desde junio de 2006 es miembro de la Academia de ciencias morales y políticas. Fue elegido secretario (perpetuo) de la propia Academia para el periodo 2011 - 2015.
Los cargos públicos que ha ocupado son: alcalde de Périgueux de 1997 a 2009; senador (por la Dordogne) y durante su periodo, vicepresidente de la comisión senatorial de asuntos culturales. Fue ministro delegado para la enseñanza escolar con Luc Ferry. Fue ministro delegado para el desarrollo y la cooperación con el ministro de asuntos extranjeros Michel Barnier. Embajador de Francia ante la OCDE durante la administración en el Hotel Matignon de Dominique de Villepin.
En 2007, Xavier Darcos fue nombrado ministro de la educación nacional en el gobierno de François Fillon.
Fue nombrado el 9 de junio de 2010, embajador para la política cultural exterior de Francia y con ese título se hizo cargo de la presidencia del Instituto francés (Institut français), que reemplazó a Culturesfrance, desde el 1 de enero de 2011.
Fue elegido miembro de la Academia Francesa el 13 de junio de 2013, para el asiento número 40 que fue de Pierre-Jean Rémy.

## Reconocimientos
- Comendador de la Legión de Honor[6]
- Oficial de la Orden Nacional del Mérito
- Comendador de las Palmas Académicas
- Oficial de la Orden de Artes y Letras

## Obra
- Candide, Hachette, 1989
- Zadig, Hachette, 1990
- Phèdre, Hachette, 1991
- Visiter Périgueux, Sud-Ouest, 2000
- L'Orgue de l'église de la Cité, à Périgueux, Fanlac, 1989
- Histoire de la littérature française, Hachette, 1992
- Prosper Mérimée, Flammarion, 1998 (Premio France Télévisions 1998 ISBN 978-2-0806-7276-6
- L’Art d’apprendre à ignorer, Plon, 2000 ISBN 2-259-19349-8
- Lettre à tous ceux qui aiment l'école, con L. Ferry y C. Haigneré, Odile Jacob, 2003
- Mérimée, La Table ronde, 2004 ISBN 2710326663
- Deux voix pour une école, con Philippe Meirieu, Desclée de Brouwer, 2003, ISBN 972-82220-053705
- L’École de Jules Ferry (1880-1905), Hachette, 2005 (Premio Pauwels 2006, ISBN 978-2012-357254
- L’État et les Églises, Odile Jacob, 2006 ISBN 2-7381-1817-8
- Tacite: ses vérités sont les nôtres, Plon, 2007 ISBN 978-2-259-20261-9
- La escuela republicana en Francia, Prensas universitarias de Zaragoza, 2008 ISBN 978-84-92521-38-8
- René Haby par lui-même, en colaboración, INRP, 2009, ISBN 2-7342-1100-9
- L'école forme-t-elle encore des citoyens?, con Aurélie Filipetti, Forum Libération de Grenoble, Frémeaux & Associés, 2008
- Peut-on améliorer l'école sans dépenser plus?, con Vincent Peillon, Magnard, 2009 ISBN 978-2210747852
- Ovide et la mort, PUF, Coll. « Hors collection», 2009 ISBN 978-2-13-057818-5
- Une anthologie historique de la poésie française, PUF, coll. « Hors collection» ISBN 978-2-13-958506-0
- Dictionnaire amoureux de la Rome antique, Plon, 2011 ISBN 978-2-2592-1245-8
- La Poésie française, Eyrolles, coll. "Mes passions", 2012 ISBN 978-2-212-55533-2
- Histoire de la littérature française, Hachette, 2013 ISBN 978-2-01-160932-8